# هريتركس
هيراتراكس (Heritrix) هو زاحف أرشيف أنترنت، والذي صمم خصيصا للأرشفة ويب. فهو مفتوح المصدر ومكتوب بلغة جافا. الواجهة الرئيسية للوصول باستخدام متصفح ويب، وهناك أداة سطر الأوامر التي يمكن اختياريا استخدامها لبدء بالزحف.
طور هيراتراكس بالاشتراك مع أرشيف الإنترنت والمكتبات الوطنية في الشمال المواصفات المكتوبة في أوائل عام 2003. وكان إطلاقه الرسمي في أول يناير 2004، وتم تحسينها باستمرار من قبل العاملين في أرشيف الإنترنت وغيرها من الأطراف المهتمة.

## مشاريع استخدمت هيراتراكس
وهناك عدد من المنظمات والمكتبات الوطنية تستخدم هيراتراكس، من بينها:
- مكتبة فرنسا الوطنية
- المكتبة البريطانية
- مكتبة كاليفورنيا الرقمية لخدمات أرشفة الويب
- سيتي سير إكس (CiteSeerX)
- توثيق انترنت2
- أرشيف ومكتبة كندا
- مكتبة الجامعة والوطنية في أيسلندا
- المكتبة الوطنية الفنلندية
- المكتبة الوطنية في نيوزيلندا
- Netarkivet.dk
- المكتبة الوطنية النمساوية، أرشفة الويب
- المكتبة الأسكندرية لارشفة الإنترنت

## قوس الملفات
في الاصل تخزن هيراتراكس موارد الإنترنت التي تزحف عليها في ملف القوس. هذا القوس ليست لها علاقة كليا لمركز البحوث الزراعية (تنسيق ملف). وقد استخدم هذا الشكل من أرشيف الإنترنت منذ عام 1996 لتخزين الأرشيف على شبكة الويب. ويمكن أيضا تنسيق الملف WARC، مماثلة لـARC ولكن أكثر دقة ومرونة. يمكن أيضا أن يتم تكوين هيراتراكس لتخزين الملفات في شكل دليل مشابهة لزاحف وجت المستخدم عنوان إلى اسم الدليل واسم كل مورد.
يقوم ملف القوس بتخزين متعددة الموارد المؤرشفة في ملف واحد من أجل تجنب إدارة عدد كبير من الملفات الصغيرة. يتكون الملف من سلسلة من السجلات العنوان، كل رأس يحتوي بيانات وصفية حول كيفية طلب الموارد تليها راس HTTP والاستجابة لها. ملفات القوس تتراوح ما بين 100 حتي 600 ميغا بايت.
على سبيل المثال:
```
filedesc://IA-2006062.arc 0.0.0.0 20060622190110 text/plain 76
1 1 InternetArchive
URL IP-address Archive-date Content-type Archive-length
```

```
http://foo.edu:80/hello.html
 127.10.100.2 19961104142103 text/html 187
HTTP/1.1 200 OK
Date: Thu, 22 Jun 2006 19:01:15 GMT
Server: Apache
Last-Modified: Sat, 10 Jun 2006 22:33:11 GMT
Content-Length: 30
Content-Type: text/html
```

```
<html>
Hello World!!!
</html>
```

### ادوات لمعالجة ملفات القوس
هيراتراكس يتضمن أداة سطر الأوامر تسمى arcreader والتي يمكن استخدامها لاستخراج محتويات ملف القوس. الأمر التالي يسرد كافة عناوين المواقع والبيانات المخزنة في ملف القوس معين (بصيغة CDX) :
```
arcreader IA-2006062.arc
```

الأمر التالي مقتطفات hello.html من المثال أعلاه بافتراض السجل يبدأ عند إزاحة 140:
```
arcreader -o 140 -f dump IA-2006062.arc
```

أدوات أخرى:
- أدوات معالجة القوس
- WERA (Web ARchive Access)

## أداة سطر الأوامر
هيراتراكس يأتي مع أدوات سطر الأوامر عدة:
- htmlextractor - يعرض وصلات لاستخراج هيراتراكس بعنوان معين
- hoppath.pl - يعيد المسار هوب (طريق وصلات) إلى عنوان محدد من الزحف الانتهاء
- manifest_bundle.pl - حزم في جميع الموارد المشار إليه بواسطة ملف الزحف واضح إلى غير مضغوط أو مضغوط الكرة القطران
- cmdline-jmxclient - تمكن سطر الأوامر السيطرة على هيراتراكس
- arcreader - مقتطفات محتويات الملفات القوس (انظر أعلاه)

## وصلات خارجية
- هريتركس على موقع Open Hub (الإنجليزية)

أدوات حسب أرشيف الإنترنت:
- هيراتراكس - الموقع الرسمي
- NutchWAX - البحث في مجموعات ارشيف الويب
- Wayback (Open source Wayback Machine) - بحث وتصفح الويب باستخدام مجموعات الأرشيف NutchWax

روابط لأدوات لها علاقة:
- تنسيق أو امتداد ملف القوس
- طريقة تشغيل هيراتراكس على ويندوز
- WERA (Web ARchive Access) - بحث وتصفح الويب باستخدام مجموعات الأرشيف NutchWAX